# Tirà cabut de Swainson
El  tirà cabut de Swainson (Ramphotrigon megacephalum) és un ocell de la família dels tirànids (Tyrannidae).

## Hàbitat i distribució
Habita les espesures de bambú i sotabosc, localment a les terres baixes des del nord i sud-est de Colòmbia i nord-oest i sud de Veneçuela, cap al sud, a través de l'est de l'Equador, sud-est del Perú, nord i est de Bolívia i oest i sud-est del Brasil fins l'est de Paraguai i nord-est de l'Argentina.